# フォルド
フォルド（英語: Fordo、ペルシャ語：فُردو、発音：[foɾˈdu] または [foɾˈdo]、ローマ字ではFordowとも）は、イランのコム州カハーク郡フォルド農村地区にある村である。かつて同地区の中心であった。イラン革命の聖地コムの郊外にある。移転後のフォルド・ウラン濃縮工場はフォルド村から100km離れている。

## 人口統計

### 人口
2006年の国勢調査時点では、村はコム県ノフェル・ロシャト地区に属しており、人口は230世帯、732人だった。続く2011年の国勢調査では、227世帯、667人が居住していた。2016年の国勢調査では、この村の人口は303世帯、839人だった。この村は、その農村地区で最も人口の多い村であった。
国勢調査後、この地区はカハーク郡の設置に伴い郡から分離され、中央地区と改名された。農村地区は新たに設立されたフォルド地区に移管された。

## 概要
フォルドは、コムの南28.3キロメートルに位置し、ハサン・アカ峰とフォルド峰に挟まれた深い渓谷にある。
この村は、1980年9月から1988年8月まで続いたイラン・イラク戦争において、戦闘員の死亡率が最も高かった村である。

## 著名人
故イラン人俳優兼映画監督のファタリ・オヴェイシ（Fathali Oveisi）は、この村で生まれた。

## 参照項目
- フォルド・ウラン濃縮工場 - フォルドの名を冠したウラン濃縮施設